# Łukasz Chlebda
Łukasz Chlebda (17 grudzień 1991r.) – polski unihokeista, obecnie zawodnik drużyny szwajcarskiej UHC Pfannenstiel Egg.
Siedmiokrotnie wystąpił na Mistrzostwach Świata w unihokeju, rozegrał ponad 100 spotkań w barwach reprezentacji Polski w unihokeju, a także kapitan tej reprezentacji. Uczestnik World Games 2017.

## Kariera klubowa
- UKS Skalny Nowy Targ (? - 2011)
- KS Szarotka Nowy Targ (2011 - 2016)
- FBC CPP Bystron Group Ostrava (2016 -2017)[2]
- 🇵🇱Szarotka Nowy Targ (2017-2022)
- 🇨🇭UHC Pfannentiel Egg (2022-obecnie)

## Sukcesy

### Klubowe
- Wicemistrzostwo Polski – (3 x ): 2011/12, 2013/14, 2015/16
- Brązowy medal – (2 x ): 2012/13, 2014/15[3]

### Reprezentacyjne
- Mistrzostwa Świata

- (1 x 9. miejsce): MŚ 2010  - (1 x 10. miejsce): MŚ 2012
- Mistrzostwa Świata Juniorów U-19

- (1 x 9 miejsce): MŚ 2009  - (1 x 8 miejsce): MŚ 2007

## Statystyki

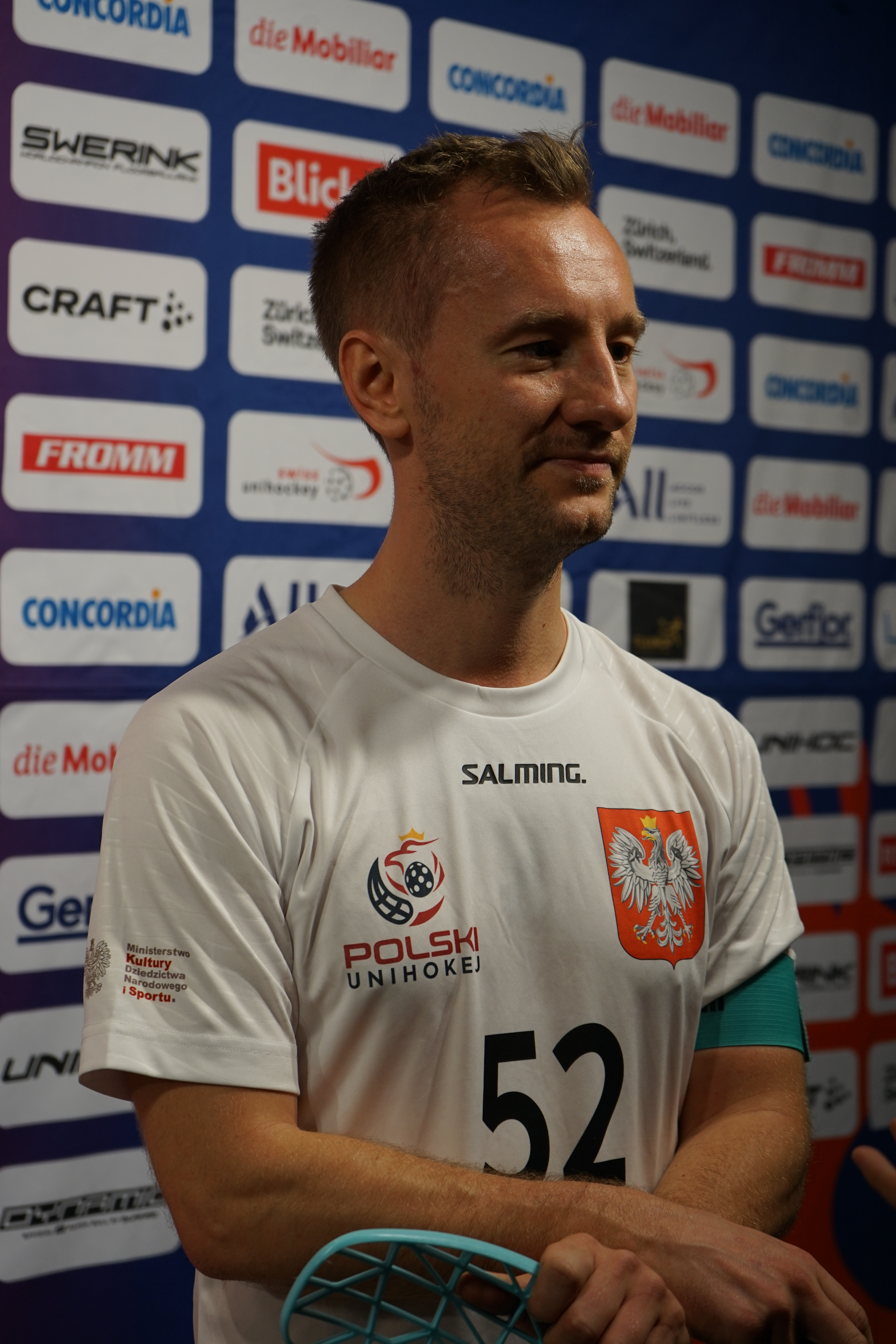
Łukasz Chlebda 2022

Szczegółowa tabela występów w reprezentacji.
| Turniej                                       | Rok  | M  | B  | A | Pkt |
| --------------------------------------------- | ---- | -- | -- | - | --- |
| Mistrzostwa Świata w unihokeju (kwalifikacje) |      | 13 | 16 | 6 | 22  |
| Łochów - EUR 1                                | 2014 | 5  | 10 | 4 | 14  |
| Zbąszyń - EUR 3                               | 2012 | 4  | 6  | 2 | 8   |
| Babimost, Zbąszyń - EUR 1                     | 2010 | 4  | 0  | 0 | 0   |
| Mistrzostwa Świata w unihokeju                |      | 10 | 5  | 4 | 9   |
| Berno, Zurych                                 | 2012 | 5  | 2  | 1 | 3   |
| Helsinki, Vantaa                              | 2010 | 5  | 3  | 3 | 6   |
| Pozostałe występy w reprezentacji             |      | 19 | 5  | 2 | 7   |
| Wrocław - 6. Polish Open                      | 2016 | 3  | 1  | 0 | 1   |
| Valmiera - 4 Nations Tournament               | 2013 | 3  | 1  | 0 | 1   |
| Drezno - Polska vs Niemcy                     | 2012 | 2  | 1  | 0 | 1   |
| Ilsenburg, Wernigerode - Nations Cup          | 2011 | 3  | 0  | 1 | 1   |
| Siedlec, Wolsztyn, Babimost - 2. Polish Open  | 2010 | 5  | 1  | 0 | 1   |
| Ács, Komárom - 4 Nations Tournament           | 2009 | 3  | 1  | 1 | 2   |